# Vanaküla (Martna)
Vanaküla – wieś w Estonii, w prowincji Läänemaa, w gminie Lääne-Nigula. Do 2017 roku administracyjnie należała do gminy Martna.